# Cosconilla
La cosconilla, coscollina, panconia, cama-roja, conillera de bancal, herba dolça o morro de porcell (Reichardia picroides), és una planta de la família de les compostes.
Pertany al gènere dedicat al metge i botànic alemany J. J. Reichard, i del grec èidos -en forma de-, i pikrís -per la semblança d'aquesta planta amb algunes del gènere Picris-) és una planta de gust lleugerament amarg.

## Morfologia
És una herba perenne, sense pèls, d'un to lleugerament glauc, de fins a mig metre d'alçària.
Les fulles de la base estan reunides en una roseta i són oblongues, allargassades i irregularment dividides. Les de la tija són petites, senceres i abraçadores.
La floració s'esdevé tot l'any. Els capítols sostinguts per peduncles llargs estan constituïts per flors grogues, totes en forma de llengüeta, envoltades per un involucre d'uns 2 cm, amb les bràctees inferiors en forma de cor, amb una vora membranosa més o menys translúcida, i les superiors lanceolades.
El fruit és un aqueni molt rugós d'uns 2 o 3 mm.

## Localització
En els fenassars, en els prats i en els erms de plantes anyals. És molt comuna, sobretot a terra baixa en el domini dels alzinars de tots els Països Catalans.

## Possibilitat de confusió amb altres espècies
Aquesta planta es pot confondre amb altres de semblants, amb capítols de flors grogues ligulades, que viuen en els mateixos llocs i són també molt abundants, principalment diverses plantes del gènere Picris, els lletsons, del gènere Sonchus, i el pixallits. La confusió no comporta cap perill, ja que aquestes plantes no són tòxiques, però no tenen les virtuts de la cosconilla.

## Època de recol·lecció
Abans que la planta floreixi, quan les fulles són ben tendres.

## Ús gastronòmic
Les seues fulles són excel·lents en amanides, soles o amb altres plantes de primavera. Pel seu gust lleugerament amarg, combinen bé amb vinagretes agredolces.
Les fulles d'aquesta planta són un dels ingredients del preboggion, barreja d'herbes típica de la cuina de Ligúria.